# تاد داکستادر
تاد داکستادر (انگلیسی: Tod Dockstader؛ ‏ ۲۰ مارس ۱۹۳۲ – ۲۷ فوریهٔ ۲۰۱۵) آهنگساز، موسیقی‌دان و مهندس صدا اهل ایالات متحده آمریکا بود.
از فیلم‌هایی که وی در آن‌ها نقش داشته‌است، می‌توان به ساتیریکون فلینی اشاره نمود.